# Isfar Sarabsky
Isfar Sarabsky (en azéri : İsfar Sarabski) (né le 2 novembre 1989 à Bakou)  est un pianiste de jazz.

## Biographie
Isfar Sarabsky est l’arrière petit-fils du comédien azerbaïdjanais Husseyngulu Rzayev, connu sous le nom de scène Sarabski. Isfar est connu comme pianiste classique et de jazz. Par le décret du Président de l’Azerbaïdjan, il est inscrit dans le livre d’or des jeunes talents azerbaïdjanais.
Isfar Rzayev Sarabski est né le 2 novembre 1989. Isfar joue du piano dès l’âge de 3 ans, mais à 7 ans il commence à interpréter des œuvres sérieuses. Il reçoit l’éducation musicale à l’école Bul-Bul. En 2007, Isfar entre à l’Académie de musique de Bakou en classe de piano de Farhad Badalbeyli. Il est boursier du Président. Il a de l’intérêt aussi bien pour le jazz, que pour l’opéra et le mugham. Il synthétise les chansons des chanteurs modernes et des musiciens, tels que Jennifer Lopez, Christina Aguilera, Benny Benassi, des compositions de jazz et d’autres.
Isfar participe quelques fois au festival de jazz « Bakou-Kaspi » et au festival de blues en Azerbaïdjan. Il  prend part au festival international « Silda Jazz » en Norvège et au festival de jazz en Russie. En 2009, Isfar Sarabski remporte le 1er prix (ex æquo avec Beka Gochiashvili) des « Montreux Jazz Competitions », en Suisse. Il est également l’un des participants du projet « Buta : Festival de la culture azerbaïdjanaise », qui a eu lieu en 2009-2010 à Londres. Le projet « Pétrole et jazz » était la première manifestation à Queens Elizabeth Hall suivant le planning, où a participé Isfar Sarabski. Il se produit sur les scènes de Londres les 7 et 9 décembre 2009 dans le cadre de ce projet.